# エラン・ザハヴィ
エラン・ザハヴィ（ヘブライ語: ערן זהבי, ラテン文字転写: Eran Zahavi, 1987年7月25日 - ）は、イスラエル・リション・レジオン出身のプロサッカー選手。イスラエル代表。イスラエル・プレミアリーグ・マッカビ・テルアビブFC所属。ポジションはミッドフィールダー、フォワード。イスラエル代表の最多得点記録保持者である（2023年11月現在）。

## 経歴
2006年にハポエル・テルアビブからデビューし、レンタル移籍を経て主力に定着。2009-10シーズンのリーグ優勝などに貢献した他、2010-2011シーズンのUEFAチャンピオンズリーグに出場した。フランス国籍を持っている。そのため、西欧諸国のクラブでEU圏内枠扱いされるため、西欧のクラブからの関心を集めた。2010-2011シーズンは国内リーグでアシスト王となった。2011年6月、イタリアのUSチッタ・ディ・パレルモと5年契約を結んだ。移籍金はおよそ165万ユーロ。イタリアでは、1997年から2000年までブレシアでプレーしていたMFタル・バニン以来となるイスラエル人プレイヤーであった。
パレルモでのイタリア挑戦はマウリツィオ・ザンパリーニ会長から「アントニオ・カッサーノ以上の才能」と評されるなど期待を集めた。1年目は怪我に悩まされたもののリーグ戦20試合に出場、技術の高さを活かし結果を残したが、2012-13シーズンは開幕前に怪我を負い復帰後もチャンスを活かすことはできなかった。ジャン・ピエロ・ガスペリーニ監督の構想外となったことを受け、1月の移籍市場で母国のマッカビ・テルアビブに移籍。3年半の契約を結んだ。
2016年に広州富力へ移籍。翌2017年にはリーグ戦全試合出場し27得点を記録しリーグ得点王とMVPとなった。
2019年にはリーグ戦で新記録となる29得点を記録し、再びリーグ得点王となった。ザハヴィの活躍で母国イスラエルでも中国リーグが放送されるようになった。
2020年9月20日、PSVアイントホーフェンへフリー移籍し、2年契約を結んだ。

## タイトル

### クラブ
ハポエル・テルアビブFC
- イスラエル・プレミアリーグ： 2009-10
- グヴィア・ハメディナ： 2009-10, 2010-11

マッカビ・テルアビブFC
- イスラエル・プレミアリーグ： 2012-13, 2013-14, 2014-15
- グヴィア・ハメディナ： 2014-15
- トトカップ： 2014-15

PSV
- KNVBカップ 2021-22
- ヨハン・クライフ・スハール 2021

### 個人
- イスラエル・プレミアリーグアシスト王： (2010-11)
- イスラエル年間最優秀選手賞： (2013-14, 2014-15)
- イスラエル・プレミアリーグ得点王： (2013-14, 2014-15, 2015-16)
- イスラエル・プレミアリーグ月間最優秀選手： (2014)
- UEFAチャンピオンズリーグ 2015-16 予選得点王
- 中国サッカー・スーパーリーグ最優秀選手賞： (2017)
- 中国サッカー・スーパーリーグ得点王： (2017, 2019)
- 中国サッカー・スーパーリーグベストイレブン： (2017, 2019)